# Station Brakerøya
Station Brakerøya is een station in  Brakerøya in de gemeente Drammen in Viken  in  Noorwegen. Het station ligt aan Drammenbanen. Na de opening van de Lieråsentunnel in 1973 werd het station omgebouwd.